# Matthew Gotrel
Matthew Gotrel (Chipping Campden, 1º marzo 1989) è un canottiere britannico, vincitore della medaglia d'oro nell'8 con a Rio de Janeiro 2016.

## Palmarès
- Giochi olimpici

Rio de Janeiro 2016: oro nell'8.
- Mondiali

Amsterdam 2014: oro nell'8.
Aiguebelette-le-Lac 2015: oro nell'8.
- Europei

Belgrado 2014: bronzo nell'8.